# Shin Suk-ki blues
Shin Suk-ki blues (신석기 블루스?) è un film del 2004 scritto e diretto da Kim Do-hyuk.

## Trama
Due avvocati hanno lo stesso nome, Shin Suk-ki, ma vivono due vite completamente diverse: uno infatti è celebre e di bell'aspetto, mentre l'altro vince raramente le proprie cause e ha problemi economici. Quando il primo finisce in coma e il suo spirito si reincarna nel corpo dell'altro, l'uomo si ritrova a vivere una vita completamente diversa.

## Distribuzione
In Corea del Sud la pellicola è stata distribuita dalla Showbox a partire dal 31 dicembre 2004, rendendola l'ultimo film dell'anno a essere distribuito nelle sale cinematografiche del paese.